# بيتر رايس
بيتر رايس (بالإنجليزية: Peter Rice)‏ هو كاتب ومهندس معماري ومهندس أيرلندي، ولد في 16 يونيو 1935 في دوندالك في جمهورية أيرلندا، وتوفي في 25 أكتوبر 1992 في لندن في المملكة المتحدة.

## روابط خارجية
- بيتر رايس على موقع ميوزك برينز (الإنجليزية)